# Olivier Rochus
Olivier Rochus (* 18. ledna 1981 v Namuru, Belgie) je současný profesionální belgický tenista.
Za svou dosavadní kariéru vyhrál Rochus dva turnaje ATP World Tour ve dvouhře a dva turnaje ve čtyřhře. Je vítězem grandslamového turnaje French Open ve čtyřhře z roku 2004.

## Finálové účasti na turnajích Grand Slamu (1)

### Vítězství (1)
| Rok  | Turnaj      | Partner        | Soupeři ve finále              | Výsledek |
| 2004 | French Open | Xavier Malisse | Fabrice Santoro Michaël Llodra | 7-5, 7-5 |

## Finálové účasti na turnajích ATP World Tour (14)

### Dvouhra - výhry (2)
| Legenda                                                       |
| ATP International Series Gold / ATP World Tour 500 Series (0) |
| ATP International Series / ATP World Tour 250 Series (2)      |

| Č. | Datum          | Turnaj           | Povrch | Soupeř ve finále | Výsledek   |
| 1. | 1. říjen 2000  | Palermo, Itálie  | antuka | Diego Nargiso    | 7-614, 6-1 |
| 2. | 7. květen 2006 | Mnichov, Německo | antuka | Kristof Vliegen  | 6-4, 6-2   |

### Dvouhra - prohry (5)
| Legenda                                                  |
| ATP International Series / ATP World Tour 250 Series (5) |

| Č. | Datum          | Turnaj                | Povrch | Vítěz             | Výsledek  |
| 1. | 17. únor 2002  | Kodaň, Dánsko         | tvrdý  | Lars Burgsmüller  | 6-3, 6-3  |
| 2. | 2. březen 2003 | Kodaň, Dánsko         | tvrdý  | Karol Kučera      | 7-64, 6-4 |
| 3. | 16. leden 2005 | Auckland, Nový Zéland | tvrdý  | Fernando González | 6-4, 6-2  |
| 4. | 30. září 2007  | Bombaj, Indie         | tvrdý  | Richard Gasquet   | 6-3, 6-4  |
| 5. | 25. říjen 2009 | Stockholm, Švédsko    | tvrdý  | Marcos Baghdatis  | 6-1, 7-5  |

### Čtyřhra - výhry (2)
| Legenda                                                  |
| Grand Slam (1)                                           |
| ATP International Series / ATP World Tour 250 Series (1) |

| Č. | Datum          | Turnaj               | Povrch | Partner        | Soupeři ve finále              | Výsledek  |
| 1. | 6. červen 2004 | French Open, Francie | antuka | Xavier Malisse | Michaël Llodra Fabrice Santoro | 7-5, 7-5  |
| 2. | 9. leden 2005  | Adelaide, Austrálie  | tvrdý  | Xavier Malisse | Simon Aspelin Todd Perry       | 7-65, 6-4 |

### Čtyřhra - prohry (5)
| Legenda                                                       |
| ATP International Series Gold / ATP World Tour 500 Series (2) |
| ATP International Series / ATP World Tour 250 Series (3)      |

| Č. | Datum             | Turnaj              | Povrch    | Partner           | Vítězové                         | Výsledek       |
| 1. | 31. červenec 2005 | Kitzbühel, Rakousko | antuka    | Christophe Rochus | Leoš Friedl Andrei Pavel         | 6-2, 6-75, 6-0 |
| 2. | 8. leden 2006     | Dauhá, Katar        | tvrdý     | Christophe Rochus | Jonas Björkman Max Mirnyj        | 2-6, 6-3, 10-8 |
| 3. | 15. říjen 2006    | Stockholm, Švédsko  | tvrdý     | Kristof Vliegen   | Paul Hanley Kevin Ullyett        | 7-62, 6-4      |
| 4. | 20. červenec 2008 | Kitzbühel, Rakousko | antuka    | Lucas Arnold Ker  | James Cerretani Victor Hănescu   | 6-3, 7-5       |
| 5. | 7. únor 2010      | Záhřeb, Chorvatsko  | tvrdý (h) | Arnaud Clément    | Jürgen Melzer Philipp Petzschner | 3-6, 6-3, 10-8 |

## Davisův pohár
Olivier Rochus se zúčastnil 41 zápasů v Davisově poháru  za tým Belgie s bilancí 13-13 ve dvouhře a 5-10 ve čtyřhře.

## Postavení na žebříčku ATP na konci sezóny

### Dvouhra
| Rok    | 1996  | 1997    | 1998   | 1999   | 2000  | 2001   | 2002  | 2003  | 2004  | 2005  | 2006  | 2007  | 2008   | 2009  |
| Pořadí | 1028. | ▼ 1270. | ▲ 642. | ▲ 366. | ▲ 67. | ▼ 113. | ▲ 64. | ▲ 49. | ▼ 71. | ▲ 28. | ▼ 36. | ▼ 48. | ▼ 120. | ▲ 57. |

### Čtyřhra
| Rok    | 1998 | 1999   | 2000   | 2001   | 2002   | 2003   | 2004  | 2005  | 2006  | 2007  | 2008   | 2009   |
| Pořadí | 738. | ▲ 393. | ▲ 273. | ▼ 619. | ▲ 251. | ▲ 161. | ▲ 44. | ▼ 55. | ▲ 43. | ▼ 78. | ▼ 137. | ▼ 329. |